# Villemeneux

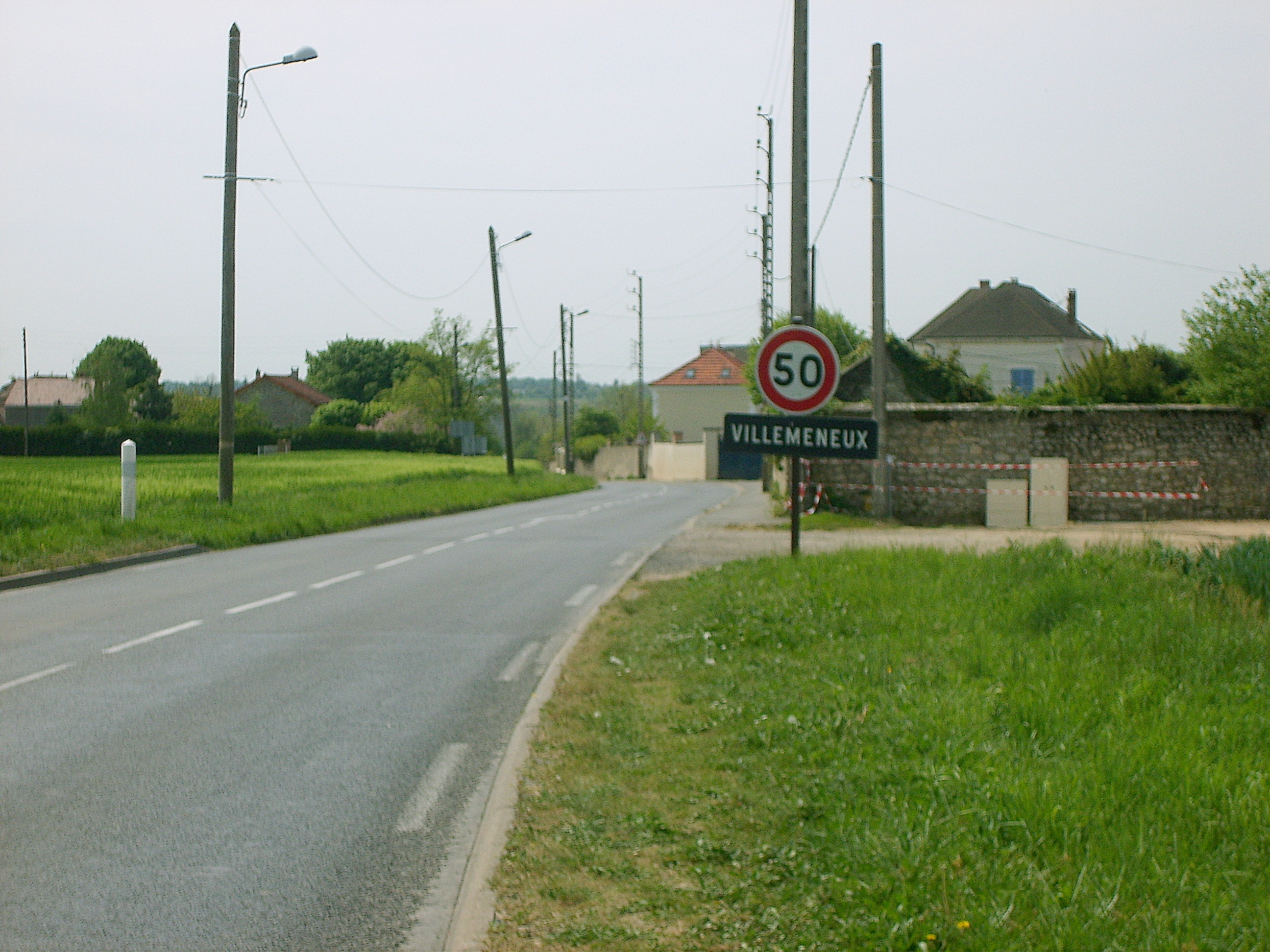
Villemeneux, França.

Villemeneux é uma aldeia de Brie-Comte-Robert, Departamento de Seine-et-Marne, região de Île-de-France, na França.
Localiza-se no meio dos campos agrícolas, próximo de Combs-la-Ville e de Brie-Comte-Robert.
Nela se encontra uma garagem de autocarros, os quais servem ambas as vilas vizinhas.
Com o florescimento da vila de Brie-Comte-Robert, a população de Villemeneux aumenta uma vez que há cada vez mais imóveis em construção, bem como a renovação de velhas explorações agrícolas.